# Sticherus lanosus
Sticherus lanosus är en ormbunkeart som först beskrevs av Christ, och fick sitt nu gällande namn av J.Gonzales. Sticherus lanosus ingår i släktet Sticherus och familjen Gleicheniaceae. Inga underarter finns listade.